# Släggkastning för herrar i friidrott vid olympiska sommarspelen 1988
Släggkastning för herrar vid olympiska sommarspelen 1988 i Seoul avgjordes den 26 september.

## Medaljörer
| Gren          | Guld                            | Guld         | Silver                       | Silver  | Brons                     | Brons   |
| Släggkastning | Sergej Litvinov · Sovjetunionen | 84,80 m (OR) | Jurij Sedych · Sovjetunionen | 83,76 m | Jüri Tamm · Sovjetunionen | 81,16 m |

## Resultat

### Kval

#### Grupp A
| Placering | Totalt | Idrottare              | Försök | Försök | Försök | Längd   |
| Placering | Totalt | Idrottare              | 1      | 2      | 3      | Längd   |
| --------- | ------ | ---------------------- | ------ | ------ | ------ | ------- |
| 1         | 2      | Jüri Tamm (URS)        | 79.68  | —      | —      | 79.68 m |
| 2         | 3      | Jurij Sedych (URS)     | 78.48  | —      | —      | 78.48 m |
| 3         | 4      | Ralf Haber (GDR)       | 75.64  | 78.16  | —      | 78.16 m |
| 4         | 5      | Günther Rodehau (GDR)  | X      | 78.12  | —      | 78.12 m |
| 5         | 6      | Harri Huhtala (FIN)    | 75.98  | 77.34  | —      | 77.34 m |
| 6         | 8      | Tibor Gécsek (HUN)     | X      | 77.12  | —      | 77.12 m |
| 7         | 12     | Imre Szitás (HUN)      | 74.98  | 76.24  | 73.82  | 76.24 m |
| 8         | 16     | Juha Tiainen (FIN)     | 72.44  | 73.74  | X      | 73.24 m |
| 9         | 20     | Viktor Apostolov (BUL) | X      | X      | 71.10  | 71.10 m |
| 10        | 23     | Dave Smith (GBR)       | X      | X      | 69.12  | 69.12 m |
| 11        | 26     | Hakim Toumi (ALG)      | 65.78  | 65.72  | X      | 65.78 m |
| 12        | 28     | Matthew Mileham (GBR)  | 59.94  | 62.42  | X      | 62.42 m |
| 13        | 29     | Lee Joo-Hyong (KOR)    | X      | X      | 55.98  | 55.98 m |
| —         | —      | Kjell Bystedt (SWE)    | X      | X      | X      | NM      |

#### Grupp B
| Placering | Totalt | Idrottare               | Försök | Försök | Försök | Längd   |
| Placering | Totalt | Idrottare               | 1      | 2      | 3      | Längd   |
| --------- | ------ | ----------------------- | ------ | ------ | ------ | ------- |
| 1         | 1      | Sergej Litvinov (URS)   | 81.24  | —      | —      | 81.24 m |
| 2         | 7      | Heinz Weis (FRG)        | 76.40  | 76.70  | 77.24  | 77.24 m |
| 3         | 9      | Ivan Tanev (BUL)        | 76.84  | X      | X      | 76.84 m |
| 4         | 10     | Johann Lindner (AUT)    | 76.60  | 74.54  | X      | 76.60 m |
| 5         | 11     | Tore Gustafsson (SWE)   | 72.90  | 73.14  | 76.44  | 76.44 m |
| 6         | 13     | Christoph Sahner (FRG)  | 75.84  | 72.42  | 72.46  | 75.84 m |
| 7         | 14     | Plamen Minev (BUL)      | 74.46  | 70.22  | X      | 74.46 m |
| 8         | 15     | József Vida (HUN)       | 70.60  | 74.30  | 72.50  | 74.30 m |
| 9         | 17     | Lance Deal (USA)        | X      | 71.72  | 73.66  | 73.66 m |
| 10        | 18     | Kenneth Flax (USA)      | X      | 72.70  | 72.24  | 72.70 m |
| 11        | 19     | Jud Logan (USA)         | 69.46  | 72.46  | 72.64  | 72.64 m |
| 12        | 21     | Lucio Serrani (ITA)     | 70.50  | X      | 70.00  | 70.50 m |
| 13        | 22     | Mick Jones (GBR)        | 70.38  | X      | 68.94  | 70.38 m |
| 14        | 24     | Connor McCullagh (IRL)  | X      | X      | 68.66  | 68.66 m |
| 15        | 25     | Andrés Charadia (ARG)   | 66.86  | 66.02  | 68.26  | 68.26 m |
| 16        | 27     | Waleed Al-Bekheet (KUW) | 62.78  | 60.14  | 63.86  | 63.86 m |

### Final
| Placering | Idrottare             | Försök   | Försök | Försök | Försök | Försök   | Försök | Längd      | Noteringar |
| Placering | Idrottare             | 1        | 2      | 3      | 4      | 5        | 6      | Längd      | Noteringar |
| --------- | --------------------- | -------- | ------ | ------ | ------ | -------- | ------ | ---------- | ---------- |
| 1         | Sergej Litvinov (URS) | 84.76 OR | 83.82  | 83.86  | 83.98  | 84.80 OR | 83.80  | 84.80 m OR |            |
| 2         | Jurij Sedych (URS)    | 80.96    | 83.62  | 83.44  | 83.44  | X        | 83.76  | 83.76 m    |            |
| 3         | Jüri Tamm (URS)       | 80.94    | 81.16  | X      | X      | X        | X      | 81.16 m    |            |
| 4         | Ralf Haber (GDR)      | 78.92    | 78.72  | 79.18  | X      | 78.88    | 80.44  | 80.44 m    |            |
| 5         | Heinz Weis (FRG)      | 78.50    | 76.80  | X      | 77.70  | 78.98    | 79.16  | 79.16 m    |            |
| 6         | Tibor Gécsek (HUN)    | 78.18    | 76.52  | 74.36  | 77.82  | X        | 78.36  | 78.36 m    |            |
| 7         | Imre Szitás (HUN)     | 76.00    | 76.40  | 76.20  | 75.66  | 76.10    | 77.04  | 77.04 m    |            |
| 8         | Ivan Tanev (BUL)      | 75.56    | 75.76  | X      | 75.28  | 75.54    | 76.08  | 76.08 m    |            |
|           |                       |          |        |        |        |          |        |            |            |
| 9         | Harri Huhtala (FIN)   | 75.26    | 75.38  | 75.08  |        |          |        | 75.38 m    |            |
| 10        | Johann Lindner (AUT)  | 75.36    | 75.14  | 75.28  |        |          |        | 75.36 m    |            |
| 11        | Tore Gustafsson (SWE) | 74.24    | 73.32  | X      |        |          |        | 74.24 m    |            |
| 12        | Günther Rodehau (GDR) | X        | X      | 72.36  |        |          |        | 72.36 m    |            |